# How To Get Your Band Noticed
How To Get Your Band Noticed – pierwszy studyjny album zespołu Dynamind wydany pod koniec 1994 przez Metal Mind Productions (z oznaczeniem 0016).
Album został podpisany informacją Parental Advisory. Był promowany przez wydawcę (Metal Mind) jako „najbardziej poje...ana płyta z Krakowa”. Według członków zespołu tytuł płyty oznacza „Jak zostać zauważonym”. Teksty utworów były śpiewane w języku angielskim w stylu kojarzonym ze slangiem nowojorskim.

## Utwory
1. „Disrespect” – 3:45
2. „How Come” – 3:45
3. „Back To Back” – 3:16
4. „Friendshit” – 4:29
5. „On & On I Yawn” – 3:04
6. „Kinda Dusted” – 3:20
7. „To Y'All” – 3:50
8. „Intersentimental” – 4:39
9. „Short Story” – 2:47
10. „Everlive” – 3:14
11. „Into The Fire” (cover Deep Purple) – 2:46

## Twórcy
Członkowie zespołu
- Rafał „Hau” Mirocha – śpiew
- Piotr „Blackie” Jakubowicz – gitara basowa
- Maciej „Maciek K.” Kowalski – gitara elektryczna, produkcja muzyczna (oprócz utworu „Into The Fire”), śpiew poboczny[1]
- Konrad Śmiech – gitara elektryczna, śpiew poboczny[1]
- Rafał „Wójek” Wójcik – perkusja

Inni zaangażowani
- Andrzej Karp – inżynier dźwięku
- Piotr Spychalski – fortepian w utworze „Into The Fire”[1]
- Autorem utworu „Into The Fire” z płyty Deep Purple in Rock (1970) zespołu Deep Purple był Ritchie Blackmore.